# Randolph Stalnaker
Randolph Stalnaker (* 8. Juni 1845 oder 1847 im Greenbrier County, Virginia; † 20. März 1927) war ein US-amerikanischer Politiker der Demokratischen Partei, der unter anderem von 1881 bis 1885 Secretary of State des Bundesstaates West Virginia war.

## Leben
Stalnaker wuchs im Greenbrier County im heutigen West Virginia auf und absolvierte seine schulische Ausbildung im benachbarten Monroe County. 1861 trat er zu Beginn des Sezessionskrieges der Confederate States Army als Freiwilliger bei, wurde aber wegen seines Alters kurz darauf wieder entlassen. 1863 kehrte er in den Militärdienst zurück und wurde im weiteren Verlauf des Krieges in den Stab von General Alexander W. Reynolds berufen, ehe er zuletzt von 1864 bis zum Ende des Krieges 1865 Adjutant im Hounsell-Kavallerieregiment war. Nach Kriegsende ließ er sich im Wirt County nieder, wo er verschiedene Tätigkeiten in der wachsenden Erdölindustrie jener Region übernahm. Wenig später verzog er nach Lewisburg und eröffnete dort ein Unternehmen für Holzwirtschaft und Holzhandel. Zu dieser Zeit gehörte Stalnaker, der sich in der Handelskammer sowie in der Freimaurerei engagierte, zu den Mitgründern der West Virginia China Company.
1876 wurde Stalnaker vom neu gewählten Gouverneur Henry Matthews zu dessen Privatsekretär ernannt. Nachdem es Ende der 1870er Jahre zu Streiks bei den Eisenbahngesellschaften gekommen war, wurde er Offizier der Miliz und wurde für seinen Einsatz vom Gouverneur zum Major befördert. 1881 wurde er als Nachfolger von Sobieski Brady vom neuen Gouverneur Jacob B. Jackson zum Secretary of State berufen und übte diese Funktion bis zum Ende von Jacksons Amtszeit 1885 aus, woraufhin Henry S. Walker sein Nachfolger wurde.
Anschließend war Stalnaker als Sonderagent der Rechtsabteilung des Eisenbahnunternehmens Baltimore and Ohio Railroad tätig. Später lebte er in Wheeling, ehe er sich nach seiner Eheschließung mit Mabel Burns Baker 1918 in Beverly niederließ.